# 榎松町
榎松町（えのきまつちょう）は、愛知県名古屋市中川区の地名。

## 地理
名古屋市中川区西部に位置する。東は富田町大字榎津、北は榎津西町に接する。全域が農地にあたり、定住者はいない。

### 人口の変遷
国勢調査による人口の推移。
| 1995年（平成7年）  | 4人 |  |  |
| 2000年（平成12年） | 4人 |  |  |
| 2005年（平成17年） | 3人 |  |  |

## 歴史

### 町名の由来
榎津と江松からそれぞれ一字ずつ採ったという。

### 沿革
- 1981年（昭和56年）3月7日 - 中川区富田町大字榎津の一部により、同区榎松町が成立[3]。
- 1983年（昭和58年）12月1日 - 中川区富田町大字江松の一部を編入する[3]。

### WEB
1. ↑  “市外局番の一覧”.   総務省. 2019年1月6日閲覧。
2. ↑  総務省統計局 (2014年3月28日). “平成7年国勢調査の調査結果(e-Stat) - 男女別人口及び世帯数 －町丁・字等” (CSV). 2021年7月20日閲覧。
3. ↑  総務省統計局 (2014年5月30日). “平成12年国勢調査の調査結果(e-Stat) - 男女別人口及び世帯数 －町丁・字等” (CSV). 2021年7月20日閲覧。
4. ↑  総務省統計局 (2014年6月27日). “平成17年国勢調査の調査結果(e-Stat) - 男女別人口及び世帯数 －町丁・字等” (CSV). 2021年7月21日閲覧。

### 書籍
1. 1 2 3  「角川日本地名大辞典」編纂委員会 1989, p. 1485.
2. ↑  名古屋市計画局 1992, p. 453.
3. 1 2  名古屋市計画局 1992, p. 832.